# Edson Panta
Edson Panta (Talara, 27 de octubre de 1990) es un futbolista peruano. Juega de volante y su actual equipo es Deportivo Municipal de Vice que participa en la Copa Perú. Tiene 34 años.

## Trayectoria
En el 2013 fue elegidos como uno de los mejores volantes de la Segunda División Peruana con el Atlético Torino.

## Clubes
| Club                       | País | Año         |
| -------------------------- | ---- | ----------- |
| Atlético Torino            | Perú | 2009 − 2011 |
| Sport Altomayo             | Perú | 2012        |
| Juventud Bellavista        | Perú | 2012        |
| Atlético Torino            | Perú | 2013        |
| Universidad San Pedro      | Perú | 2014        |
| Sport Lobitos              | Perú | 2015        |
| Defensor La Bocana         | Perú | 2015        |
| Atlético Grau              | Perú | 2016 - 2017 |
| Asociación Torino          | Perú | 2018        |
| Deportivo Garcilaso        | Perú | 2019        |
| Sport Estrella             | Perú | 2019        |
| Atlético Torino            | Perú | 2022 - 2023 |
| Academia Cristo Rey        | Perú | 2023        |
| Barrio Piura               | Perú | 2024        |
| Deportivo Municipal (Vice) | Perú | 2024 -      |

## Palmarés
| Título    | Club               | País | Año  |
| --------- | ------------------ | ---- | ---- |
| Copa Perú | Defensor La Bocana | Perú | 2015 |

### Distinciones individuales
| Distinción                                                                             | Año  |
| -------------------------------------------------------------------------------------- | ---- |
| Incluido en el equipo ideal de la Copa Perú según el portal periodístico DeChalaca.com | 2015 |